# Гарт, Генрих
Генрих Гарт (нем. Heinrich Hart; 30 декабря 1855, Везель — 11 июня 1906, Текленбург) — немецкий поэт, журналист и писатель; старший брат Юлиуса Гарта вместе с которым был участником новейшего литературного движения в Германии (Jüngstdeutschen), оказавшим большое влияние главным образом искренностью протеста против рутины и пошлости в немецкой литературе.

## Биография
Генрих Гарт учился в Мюнстере в Паулинской гимназии.
В начале 1880-х годов он вместе с братом стоял во главе литературной богемы, восставшей против эпигонов классической эпохи во имя натурализма. Фридрихсгагенский кружок, названный так по месту жительства братьев Гарт близ Берлина, включал в себя все развернувшиеся потом литературные таланты, в том числе Герхарта Гауптмана и Арно Гольца.
Братья Гарт основывали журналы, принимали участие почти во всех литературных предприятиях, отстаивавших новые принципы, содействовали основанию так называемых «свободных сцен» (freie Bühne). Когда чисто литературное влияние братьев, сделав своё дело, стало ослабевать, они начали проповедовать новые этические идеалы, основали «Новую общину» (Neue Gemeinde), продолжая группировать вокруг себя верующих приверженцев. Личное обаяние обоих братьев было одинаково велико, хотя, по свидетельству лиц к ним близких, младший брат, Юлиус, — более вдохновенная и поэтичная натура.
Оба брата гораздо значительнее как критики, нежели как поэты. Их первый и самый выдающийся совместный труд — Kritische Waffengänge (1882—84), в котором они систематически разрушали все прежние авторитеты (Шпильгагена, Поля Линдау, драматурга Ларонжа и др.). Ту же пропаганду они вели в основанном Г. Гартом в 1885 году журнале «Berliner Monatshefte für Dichtung und Kritik» (существовавшем только шесть месяцев), где провозглашена была идеалистическая программа. Братья Гарт издавали также Kritisches Jahrbuch (1889—1891).
Генрих Гарт задавался в поэзии широкими эпическими замыслами. Первый его сборник Weltpfingsten (1878), с под заглавием Gedichte eines Idealisten, состоит в основном из банальных стихотворений. Колоссальный эпос Lied der Menschheit (1887) должен был обнять всю историю человечества и осветить все прошлое мира в свете естественно-научного миросозерцания. Из этого обширного замысла выполнены только три поэмы: «Туль и Нагила», «Нимрод» и «Моисей», которые по мнению некоторых критиков представляют собой скорее сухиe историко-культурные трактаты, чем активные поэтические произведения.
Генрих Гарт умер 11 июня 1906 года в Текленбурге. Его брат Юлиус пережил его почти на четверть века.